# Montfort (Israel)

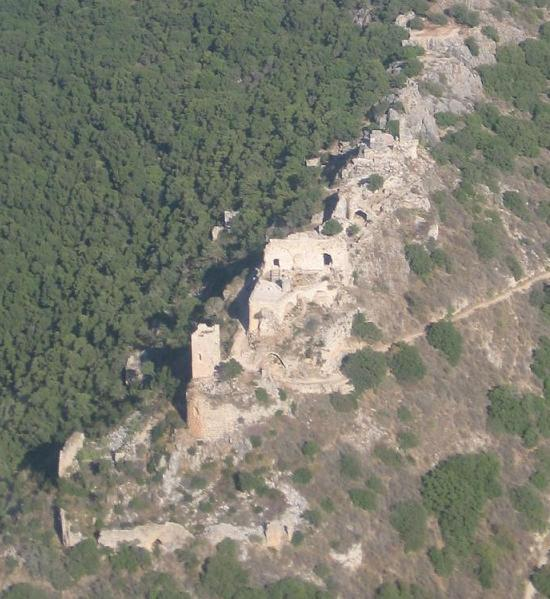
Luftbild der Burgruine. Ansicht von Südwesten

Landschaft in Nordgaliläa, im Vordergrund die Ruine von Montfort

Fassade der ehemaligen Wassermühle von Montfort

Montfort (hebräisch מִבְצַר מוֹנפוֹר Mivtzar Mōnfōr, deutsch ‚Festung Montfort‘, arabisch قلعة القرين, DMG Qalʿat alQurayn ‚Burg des Hörnchens‘) ist eine ehemalige Kreuzfahrerburg, die an den Ufern des Baches Kesiv (hebräisch נַחַל כְּזִיב Nachal Kəsīv/Wādī alQarn, arabisch وادي القرن) in Galiläa im Norden Israels liegt. Der arabische Name der Burg „Qalʿat Qurein“, was übersetzt „Burg des kleinen Horns“ bedeutet, verweist wohl auf den Felssporn unter oder die spitzen Felsgipfel an der Bergseite hinter der Anlage.

## Lage
Die Ruine der Kreuzfahrerburg Montfort liegt in den Bergen von Galiläa, nur wenige Kilometer südlich der libanesischen Grenze. Die nächsten größeren Städte sind das ca. zwölf Kilometer westlich gelegene Naharija und das wenige Kilometer südöstlich gelegene Maʿalot-Tarschiha. Nächste Orte sind das 2,7 km entfernte Mitzpe Hillah und das 3,8 km entfernte Maʿilya. Die Burgruine selbst liegt in einem unwegsamen Gelände abseits größerer Straßen auf einem Felssporn. Zur flachen Seite hin war die Burg durch zwei Halsgräben gesichert.

## Geschichte
Die neuere Forschung geht davon aus, dass die Burg eine Neuanlage des Deutschen Ordens war. In den zahlreichen Quellen der Zeit um 1187/90 werden die befestigten Plätze im Hinterland von Akkon im Zusammenhang mit den Eroberungen Sultan Saladins nahezu lückenlos erwähnt. Eine Wehranlage an der Stelle der späteren Deutschordensburg wird nirgends genannt.
Unterhalb der Burgruine sind Bestattungen und archäologische Artefakte aus römischer Zeit nachweisbar. 1220 erwarben die Deutschherren das Erbe Joscelins von Courtenay, die sogenannte Seigneurie de Joscelin mit elf Dörfern der Umgebung, nämlich Amqa (damals erwähnt als: Amca), Dayr al-Qasi (Cassie), Fassuta (Fassove), Hurfaysch (Horfeis), Januch-Dschatt (Gez), Miʿilya, Peqiʿin/al-Buqaiʿa (Bokehel), al-Ruways (Roeis), Tarbicha (Tayerbica), Tarschiha (Tersyha) und Yarka (Arket). Der Orden wollte sich so eine zusammenhängende Herrschaft aufbauen, die durch ein befestigtes Verwaltungszentrum gesichert werden sollte. Das Castellum Regis („Königsburg“) im benachbarten Ort (das heutige Miʿilya) lag ungünstig und war wehrtechnisch veraltet. Eine Schriftquelle aus den Jahren 1227/1228 berichtet vom Bau einer Frans Castiaus (Fränkische Burg) in dieser Region. Die Bauherren sollen deutsche Kreuzfahrer gewesen sein. Möglicherweise ist diese „Fränkische Burg“ mit dem damals noch namenlosen Montfort gleichzusetzen. Es ist denkbar, dass der Orden beim Burgneubau von Kreuzfahrern aus dem deutschen Sprachraum unterstützt wurde.
Der Hauptausbau Montforts dürfte ab 1228/1229 erfolgt sein. Dem Hochmeister des Deutschordens, Hermann von Salza, gelang es, die Wehranlage mit Hilfe von Spenden erheblich zu erweitern. Der immer wieder in der Literatur genannte deutsche Name „Starkenburg“ oder „Starkenberg“ ist eine Übersetzung des historischen Namens Montfort und ist in keiner Quelle belegt.
Im Vertrag von Jaffa (1229) wurde dem Orden die Anlage der Burg ausdrücklich gestattet. 1230 verfügte der Papst zudem einen zehnjährigen Ablass zu Gunsten des Baues. Um 1240 waren die Arbeiten wohl im Wesentlichen abgeschlossen. Der heute verwendete Name „Montfort“ ist erstmals in einem Vertrag zwischen Kaiser Friedrich II. und dem Sultan Al-Malik al-Kamil (Vertrag von Jaffa, 18. Februar 1229) belegt.
Die Burg war Teil des Verteidigungssystems der Stadt Akkon, damals Hauptstadt des Kreuzfahrer-Königreichs Jerusalem. Bis etwa 1265 war die Veste kaum größeren Angriffen ausgesetzt. 1244 war Jerusalem gefallen, der gesamte Norden des Königreichs blieb jedoch fest in christlichem Besitz. 1240/1242 wurde östlich von Montfort die starke Templerburg Safed (Saphet) angelegt. Südlich von Montfort lag das alte Castellum Regis.
Der Mamelukensultan Baibars I. versuchte 1266 vergeblich, die Burg Montfort zu erobern. Ein Jahr vorher hatte er das Castellum Regis und Caesarea und Arsuf eingenommen. Der Angriff auf die Burg des Deutschen Ordens war erfolglos, doch verwüsteten die Mamluken das Hinterland Akkons und konnten 1266 die Burgen Safed, Chastel Neuf und Toron erobern. Montfort war nun weitgehend schutzlos. 1268 wurde die Burg wahrscheinlich noch von zehn christlichen Dörfern aus versorgt. 1271 beschossen die Mamelucken die Burg mit Katapulten, die aus Safed herbeigeschafft worden waren. Nach fünfzehntägiger Belagerung gelang es, eine Bresche in die westliche Mauer zu schlagen, woraufhin die Burgbesatzung am 23. Juni kapitulierte. Sultan Baibars gewährte der Besatzung freies Geleit nach Akkon. Die Christen mussten Waffen und Geld zurücklassen, durften das Ordensarchiv jedoch mitnehmen. Die Mameluken schleiften anschließend die Befestigungsanlagen, um eine Rückeroberung durch die Kreuzfahrer zu verhindern. Der Dominikaner Burchard vom Berg Zion beschrieb Montfort 1283 als „völlig zerstört“.
Die heute sichtbaren Ruinen stammen aus dem 13. Jahrhundert, denn die Burg wurde 1227/1228 erbaut.

## Ausgrabungen
1864 besuchte Ernest Renan die Ruine. 1877 nahmen Mitglieder des Palestine Exploration Fund unter Claude Reignier Conder und Horatio H. Kitchener Qalʿat al-Qurayn auf. Berichte wurden 1877, 1878 und 1881 publiziert.
1926 finanzierte der Ichthyologen und Antiquitätensammlers Bashford Dean aus New York hier Ausgrabungen. Er hatte keinerlei archäologische Ausbildung. Die örtliche Grabungsleitung hatte William L. Calver inne, der sich bisher vor allem als Wünschelrutengänger hervorgetan hatte. Funde waren spärlich, insbesondere die damals erhofften umfangreichen Waffenfunde gab es nicht, denn die Burg war geräumt worden. Es wurden lediglich im Raum F einige sehr verrostete Teile einer Kettenrüstung gefunden, die jedoch bei der Fundteilung in Palästina verblieben und sich heute im Rockefeller Museum in Jerusalem befinden. In das Metropolitan Museum of Art in New York gelangten mehrere Teile von Bauplastiken, darunter ein Schlussstein eines gotischen Kreuzrippengewölbes, der in der Fundteilung an Dean gefallen war, der ihn 1928 dem Museum schenkte.
Seit 2006 untersuchen Archäologen vom Zinman Institute of Archaeology der Universität Haifa die Anlage und führten seit 2011 Ausgrabungen durch.

## Anlage

### Nebengebäude im Tal
Am Fuß des Burgberges liegt die Ruine eines Wirtschaftsgebäudes aus der Kreuzfahrerzeit. Vermutlich war es, zumindest zeitweise, eine Wassermühle. Dafür sprechen der Raumschnitt und die Lage unmittelbar hinter den Resten eines Dammes, der das Keziv-Bächlein einst anstaute. Neuere Forschungen interpretieren das Gebäude nach einem Umbau als repräsentatives Gästehaus oder Infirmarium (Hospital), dessen von der Burg entfernte Lage den Schutz vor Infektionen gewährleistet haben soll. Eine Hauptaufgabe des Deutschen Ordens war die Krankenpflege, die auch in Montfort nachweisbar ist.

### Burganlage
Insgesamt ist die Burganlage recht gut erhalten. Im Mittelalter lag keine größere Siedlung, deren Bewohner das Baumaterial der verlassenen Burg hätten wiederverwerten können in der Nähe. Von den Wirtschaftsgebäuden zur Talseite sind die Grundmauern erkennen. In manchen Räumen sind Gewölbeansätze erhalten.
Die etwa 125 Meter lange Kernburg liegt auf dem Kamm eines nach Westen abfallenden Bergvorsprunges auf rund 280 Meter Meereshöhe. Im Osten schützen zwei parallele Halsgräben die Veste. Der schmalere Vorgraben ist ungefähr acht bis zehn Meter breit, der Hauptgraben bis zu 20 Meter. Der Innengrabens ist etwa elf Meter tief. Beide Gräben wurden in den anstehenden Kalkstein geschlagen. Die Steine wurde zum Burgausbau verwendet.
Baulich besonders beeindruckend ist der mächtige Frontturm (ca. 21 × 25 Meter), der die gefährdete Ostseite zusätzlich schützt. Während die der Talseite zugewandten Gebäude aus Bruchsteinen oder kleineren behauenen Quadern erbaut wurden, bestanden die Mauern des Turms aus massigen Bossen- bzw. Spiegelquadern, welche heute um den Turmstumpf herumliegen. Die Steine haben eine Kantenlänge von bis zu 150 × 90 × 90 Zentimeter. Das meiste Steinmaterial stammt aus dem Hauptgraben, der unmittelbar vor dem Frontturm angelegt wurde.
Die Angriffsseite des Fronturmes war abgerundet, die Mauerstärken betragen zwischen fünf und sieben Metern. Der Turm diente entgegen den Angaben in der älteren Literatur nicht als Donjon, sondern war ein reines Verteidigungsbauwerk, das die gesamte Breite des Höhenkammes einnahm und so die dahinter liegenden Burgteile deckte. Die Stärke und repräsentative Gestaltung des Baukörpers könnte darauf hindeuten, dass hier der Ordensschatz und das Archiv der Ritterbrüder untergebracht waren. Sicherlich war der Frontturm auch ein weithin sichtbares Machtsymbol. Ein Weihekreuz im Inneren belegt die Existenz eines Sakralraumes oder einer Kapelle im Eingangsgeschoss. Nach der Eroberung durch die Mamelucken wurden der Turm weitgehend zerstört. Zahlreiche der sehr qualitätvollen Bossenquader wurden damals in den Halsgraben gestürzt. Am Turmsockel künden nur noch einige Steinlagen von der ehemaligen Fassade.
Westlich des Hauptturms lag ein zweistöckiger Saalbau (ca. 20 × 55 Meter), dessen Erdgeschoss durchgehend eingewölbt war. Hier lagen nach den Befunden der Ausgrabung von 1926 eine Küche und Werkstatträume. Das Obergeschoss ist nahezu vollständig abgegangen. Fragmente deuten auf eine repräsentative Bauplastik hin. Bemalte Glasscherben könnten auf die Funktion als Burgkapelle hinweisen, was jedoch mangels weiterer Befunde spekulativ ist.
An die Westwand des Saalbaues schließt sich ein etwas jüngerer Wohnturm (ca. 20 × 25 Meter) an, der vielleicht die Residenz des Kommandanten war. Auch von diesem Bauteil steht nur noch das Untergeschoss mit seinen beiden parallelen Hallen (Spitztonnengewölbe). Im Obergeschoss ist ein kreuzrippengewölbter Saal nachweisbar, dessen zentraler Mittelpfeiler als Stumpf aus dem Fußboden ragt. Zwei hier gefundene reich verzierte Gewölbeschlusssteine deuten auf die repräsentative Funktion und reiche Ausstattung des Turmes hin.
Das nächste Gebäude ist weitgehend zerfallen. Im Untergeschoss liegt eine Zisterne. Dahinter schließt ein bogenförmiger Mauerabschnitt die Kernburg ab. Er grenzt an einen kleineren Torturm, der wohl der eigentliche Hauptzugang war. Das etwa 17 Meter hohe Bauwerk ist als nach innen offener Schalenturm angelegt.
Unter der Kernburg haben sich im Norden und Westen umfangreiche Reste der Außenbefestigung mit einigen kleineren Halbrundtürmen erhalten. Die steile Südflanke scheint nicht weiter befestigt gewesen zu sein. Das äußere Burgtor lag offenbar im Osten unter dem Frontturm. Der Zugang zur Kernburg führte also an der gesamten Nordflanke entlang zum kleinen Torturm.
Die teilweise sehr qualitätvollen und aufwändigen Bauformen der Burg lassen sich überwiegend aus der zeitgenössischen französischen Architektur ableiten. Teilweise könnten auch armenische Vorbilder aufgegriffen worden sein, worauf etwa der D-förmige Grundriss des Frontturms hinweist. Andere Details verweisen eher auf lokale Einflüsse, etwa die Bossenquaderung des Frontturmes und die Gewölbeformen. Ein oft diskutierter Zusammenhang mit dem deutschen Burgenbau ist nirgends eindeutig belegbar. Die Dominanz französischer Einflüsse wird besonders durch die sehr qualitätvolle Bauplastik deutlich.